# Pridvorica (miasto Čačak)
Pridvorica (cyr. Придворица) – wieś w Serbii, w okręgu morawickim, w mieście Čačak. W 2011 roku liczyła 195 mieszkańców.